# Lutter (Haut-Rhin)
Lutter ist eine französische Gemeinde mit 295 Einwohnern (Stand 1. Januar 2022) im Département Haut-Rhin in der Region Grand Est (bis 2015 Elsass). Sie gehört zum Arrondissement Altkirch, zum Kanton Altkirch und zum Gemeindeverband Sundgau.

## Geografie
Lutter liegt im südlichen Sundgau, am Rande des Französischen Jura. Im Süden der Gemeinde erstreckt sich der Forêt Communale de Lutter mit dem Massiv des Blauenbergs. Der Dorfkern liegt an der Departementsstraße D23, die von Ferrette nach Leymen führt.
Zu Lutter gehört der Weiler Blochmont am gleichnamigen Blochmont-Pass von Sondersdorf nach Kiffis.
Nachbargemeinden von Lutter sind Oltingue im Norden, Wolschwiller im Osten, Kiffis im Süden sowie Raedersdorf im Westen.

## Geschichte
Ersterwähnung 1207. 1230 erscheint der Ort als Luotre, 1414 als Lauther. Auf einer Karte von Robert de Vaugondy von 1754 heißt der Ort Luteren, der Weiler Blochmont erscheint als Blokmund.  Auf der Gemarkung, beim Ortsteil Obersaege wurden Gräber der Merowingerzeit entdeckt. Weitere Funde deuten auf eine Präsenz burgundischer Siedler hin. Zwischen Lutter und Raedersdorf lag der im 18. Jahrhundert abgegangene Weiler Brunn, an den noch die Kapelle Mariabrunn erinnert. Dessen 1250 erstmals erwähnte Kirche war einst eine beliebte Wallfahrtsstätte.
Die Kirche von Lutter war bis 1802 Filial von Oltingen.
Bis 1324 gehörte der Ort zur Grafschaft Pfirt und kam dann durch die Heirat der Johanna von Pfirt mit Herzog Albrecht II. von Österreich an Habsburg. Im Westfälischen Frieden 1648 ging der Ort mit dem ganzen elsässischen Besitz der Habsburger an die französische Krone. Von 1871 bis zum Ende des Ersten Weltkrieges gehörte Lutter als Teil des Reichslandes Elsaß-Lothringen zum Deutschen Reich und war dem Kreis Altkirch im Bezirk Oberelsaß zugeordnet.

### Bevölkerungsentwicklung
| Jahr      | 1910 | 1962 | 1968 | 1975 | 1982 | 1990 | 1999 | 2007 | 2017 |
| --------- | ---- | ---- | ---- | ---- | ---- | ---- | ---- | ---- | ---- |
| Einwohner | 296  | 214  | 248  | 283  | 268  | 283  | 297  | 298  | 279  |

## Bauwerke
- Kirche St. Leodegar wurde 1780 errichtet. Neugotischer Altar.
- Das Fachwerkhaus an der Rue de Wolschwiller Nr. 8 stammt aus Hésingue und wurde durch die Association maison paysannes d' Alsace hierher gerettet. Altertümliche Ständerbauweise. Traufseitige Laube. Die geschweiften Andreaskreuze („Scherenstühle“) im Giebel und die dreiteiligen Fenster deuten auf die Entstehung noch vor dem Dreißigjährigen Krieg hin (datiert 1618). Es existiert noch eine ganze Anzahl von steinernen Häusern, die im Kernbestand auf die Zeit vor dem Dreißigjährigen Krieg zurückgehen. Man erkennt sie unter anderem an den noch gotisch gekehlten Laibungen und Pfosten der zum Teil dreiteiligen Fenster (Beispiel am Haus Rue de Kiffis Nr. 54) oder auch an den massiven Eckquadern. Meist wurden die Fenster und der Hauseingang später verändert.   Das Tribunal ist ein besonders stattliches spätmittelalterliches Wohnhaus von 1542, einst mit der Gerichtsstube des Basler Domkapitels. Auch hier die dreiteiligen gestaffelten gotischen Fenster mit den Hohlkehlenprofilen. In den Fensterstürzen spätgotische Vorhangbögen.

|  |  |

## Wirtschaft
Wichtige Erwerbszweige sind die Landwirtschaft und das Kleingewerbe.